# 东街街道 (北海市)
东街街道是中华人民共和国广西壮族自治区北海市海城区下辖的一个街道。

## 行政区划
东街街道下辖以下地区：
政法路社区、铜鼓里社区、南珠东社区、黄海路社区、北部湾东社区和茶亭路社区。